# Omar Ríos
Omar Ríos Arroyo (La Paz, 15 de octubre de 1977 - La Paz 8 de marzo de 2022) fue un cantante y músico boliviano, líder de la banda Deszaire.

## Biografía
Fue cantoautor de la banda de rock boliviana Deszaire, considerada por muchos como ícono de la música boliviana.  Empezó con la agrupación en 1999, cuando era estudiante de Derecho en la Universidad Mayor de San Andrés. Con Deszaire grabó cuatro discos de estudio: Mucha Leche (2003), Sexo seguro (2004), XXX (2007) y Libre (2012).  También se desempeñó como compositor y productor.

## Muerte
Falleció a causa de una enfermedad degenerativa, según dieron a entender los familiares.